# Informacja genetyczna
Informacja genetyczna – za informację genetyczną odpowiedzialny jest kwas deoksyrybonukleinowy (DNA), a w przypadku niektórych wirusów RNA.
Informacja dziedziczna zapisana za pomocą kodu genetycznego, dotycząca struktury białek oraz różnych rodzajów RNA, stanowi sumę informacji wszystkich genów organizmu, jest powielana w procesie replikacji DNA. Wraz z rozwojem wiedzy biologicznej i ulepszaniem metod obserwacji, wśród przyrodników narastało przekonanie, że powstawaniu organizmów potomnych z organizmów rodzicielskich musi towarzyszyć przekazywanie jakiegoś zminiaturyzowanego zapisu cech. Przez długi okres biologowie traktowali ten zapis jako coś zupełnie abstrakcyjnego. W 1865 roku Gregor Mendel, zakonnik klasztoru w Brnie na Morawach, ogłosił niezwykle ciekawe wyniki swoich prac nad przekazywaniem cech. Mendel prowadził w ciągu wielu lat drobiazgowe obserwacje sposobu dziedziczenia łatwych do wyróżnienia cech zwykłego groszku ogrodowego. Postulował on istnienie w organizmach zawiązków cech, a jego wyniki, znane dziś jako prawa Mendla, wskazywały, że:                         
- każda cecha dziedziczna organizmu determinowana jest przez dwa zawiązki, jeden pochodzący od ojca, drugi od matki,
- zawiązki różnych cech dziedziczą się niezależnie od siebie (późniejsze badania Tomasza Morgana, który udowodnił, że geny położone w tym samym chromosomie dziedziczą się razem, częściowo obaliły tę teorię),
- zawiązki zachowują się jak niezmienne całości, innymi słowy nie mieszają się ze sobą i nie tracą swej identyczności w trakcie przekazywania z pokolenia na pokolenie.

Zgodnie z pracą z 2016 roku informacja genetyczna w DNA jest zapisana nie tylko za sprawą sekwencji nukleotydów, ale także za sprawą ułożenia nici DNA w nukleosomach.